# Copa Hopman de 2011
A Copa Hopman de 2011 foi a 23ª edição do torneio entre países do tênis em mistas, organizada pela Federação Internacional de Tênis.
Bethanie Mattek-Sands e John Isner dos Estados Unidos bateram os belgas Justine Henin e Ruben Bemelmans na final.